# 유키 아이라
유키 아이라(일본어: 結城アイラ, 1981년 8월 28일 ~ )는 일본의 가수, 성우이다.